# 拉迪內羅特山
拉迪內羅特山（Radüner Rothorn）是瑞士的山峰，位於該國東南部，由格勞賓登州負責管轄，屬於阿爾布拉山脈的一部分，海拔高度3,022米，每年平均降雨量1,729毫米。